# Ernst Thurnheer
Ernst Thurnheer (* 20. Februar 1933; † 10. Januar 2003) war ein Schweizer Diplomat.

## Leben
Thurnheer trat am 3. Januar 1963 in den diplomatischen Dienst ein und war zunächst bis 1966 Mitarbeiter im Aussenministerium, dem Eidgenössischen Politischen Departement. Danach wurde er am 7. November 1964 Praktikant an der Botschaft in Ägypten sowie am 26. August 1968 Mitarbeiter der Direktion für Entwicklung und Zusammenarbeit (DEZA) im Aussenministerium, die für die Umsetzung der aussenpolitischen Strategie der Schweizerischen Eidgenossenschaft in den Bereichen humanitäre Hilfe, globale und regionale Entwicklungs- und Ostzusammenarbeit zuständig ist. Danach folgte vom 9. Januar 1969 bis zum 14. Mai 1973 eine Verwendung als Zweiter Sekretär an der Botschaft in Guatemala. Als solcher war er Vertreter des Bundesrates und Leiter der Schweizer Delegation bei der Amtseinführung des Präsidenten von Guatemala Carlos Arana Osorio am 3. Juni 1970 sowie des Staatspräsidenten von Panama Demetrio Basilio Lakas am 27. September 1972.
Danach kehrte Thurnheer am 14. Mai 1973 in das Politische Departement zurück, in dem er bis zum 14. Juli 1978 Diplomatischer Mitarbeiter des Finanz- und Wirtschaftsdienstes war. Im Anschluss fand er von Mai 1978 bis zum 1. Oktober 1982 Verwendung als Botschaftsrat an der Botschaft in der Sowjetunion und löste daraufhin am 1. Oktober 1982 Jean-Pierre Keusch als Botschafter in Malaysia ab. Er übte dieses Amt bis zum 31. August 1987 aus und wurde im Anschluss von Charles Steinhäuslin abgelöst. Daraufhin wurde er am 28. Oktober 1987 als Nachfolger von Gaudenz von Alis Botschafter in Rumänien und übte dieses Amt bis zum 21. Juni 1990 aus, woraufhin Sven Meili sein dortiger Nachfolger wurde. Er selbst löste am 25. Juli 1990 Claudio Caratsch als Botschafter in Ägypten ab. Er verblieb in dieser Funktion bis zum 17. August 1993 und übergab diese im Anschluss an Marianne von Grünigen.
Zuletzt übernahm Thurnheer am 1. Oktober 1993 von Michael von Schenck den Posten als Botschafter in Neuseeland und übte diesen bis zum 28. Oktober 1996 aus.